# Ковровец (тральщик)
«Ковровец», при закладке МТЩ «Наводчик», с июля 1982 года «Курский комсомолец», с 15.02.1992 «Наводчик», с 25.07.1999 года «Ковровец» — морской тральщик проекта 266М (шифр «Аквамарин») Черноморского флота ВМФ СССР и Черноморского флота ВМФ России.

## Служба

### ВМФ СССР
Морской тральщик «Наводчик» проекта 266М (шифр «Аквамарин») был заложен 20 февраля 1974 года на Средне-Невском ССЗ (заводской номер № 929). 14 октября 1974 года был спущен на воду. 30 декабря 1974 года вступил в строй и вошёл в состав Черноморского флота.
Тральщик входил в состав 68-й бригады кораблей ОВР. Бортовые номера 223(1974), 496(1975), 918(1981), 912(1984), 913(1987), 913 (2024).
С июля 1982 года корабль получил название «Курский комсомолец». Курская область регулярно посылала своих лучших комсомольцев для прохождения военной службы на этом корабле.
За время службы «Курский комсомолец» выполнил 8 боевых походов в Атлантический океан, Средиземное море, Персидский залив. Неоднократно заходил с деловыми и дружескими визитами в порты Болгарии, Гвинеи, Йемена и других государств.
Морской тральщик участвовал в охране советских промысловых судов в районах рыбной ловли в Атлантике у побережья Западной Африки, а также решал задачи противоминного обеспечения советского судоходства в Персидском заливе в условиях, когда продолжалась Ирано-иракская война. За первый свой поход в Персидский залив в 1987 году продолжительностью 196 суток тральщик «Курский комсомолец» провёл 16 конвоев из 27 советских судов через миноопасные районы, пройдя 17 900 миль. А в 1988 году он провёл 32 танкера и транспорта через миноопасные районы Персидского залива.  В июне 1988 года весь экипаж «Курского комсомольца» награждён знаками «За боевое траление». Моряки удостоены знака ЦК ВЛКСМ «Воинская доблесть» и Почётными грамотами ЦК ВЛКСМ. 14 членов экипажа этого корабля были награждены орденами и медалями.
После распада СССР 15 февраля 1992 года тральщику вернули его первоначальное имя «Наводчик». 

### ВМФ России

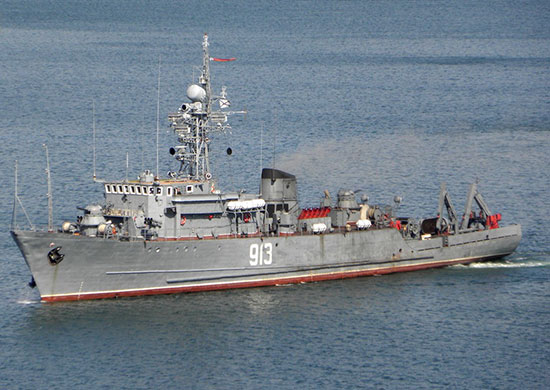
В 2017 году.

При разделе Черноморского флота отошёл ВМФ России.
Шефские связи с 68-й Краснознамённой бригадой кораблей охраны водного района Черноморского флота с сентября 1997 года поддерживает Владимирская область. В 2002 году соединению был вручён штандарт губернатора региона. 25 июля 1999 года морской тральщик получил своё новое название по городу-шефу «Ковровец».
В период 2006-2007 годов тральщик проходил ремонт на 13-м судоремонтном заводе в Стрелецкой бухте Севастополя.
С 13 февраля 2016 года к дежурству у берегов Сирии были привлечены морской тральщик «Ковровец» и малый ракетный корабль «Зелёный Дол» Черноморского флота.
Для охраны мероприятий Кубка конфедераций-2017 в Сочи с 15 по 24 июня 2017 года «Ковровец» патрулировал вблизи черноморского побережья Кавказа совместно с МПК «Суздалец», «Ейск» и «Поворино», МРК «Мираж» и СКР «Сметливый».
Тральщик входил в 418-й дивизион тральщиков 68-й бригады кораблей ОВР с базированием на Южную бухту Севастополя, затем — в составе 149-й тактической группы противолодочных кораблей 68-й бригады кораблей ОВР.

## Командиры
ВМФ СССР
- 1988 - капитан 3-го ранга Голодов А.;

ВМФ России
- старший лейтенант Антошин С.;
- капитан 3-го ранга Альховик А.;
- старший лейтенант Пузев А.;
- капитан 3-го ранга Палий Б.;
- капитан 3-го ранга Вавилов А;
- капитан-лейтенант Карпюк А.[1]

## Примечание
1. 1 2 3 4 5 6 7 8 9  Морской тральщик "Ковровец". Черноморский флот - информационный ресурс (2024).
2. ↑  Морские тральщики Проект 266М, шифр «Аквамарин-М» Проект 266МЭ Проект 266МЭС Проект 02666 Проект 02668, шифр «Агат». RussianShips.info (2024).
3. ↑  Персидская эпопея советского флота. 8eskadra.ru (2024).
4. ↑  Владимир Сипягин принял участие в мероприятиях Дня Военно-морского флота в Севастополе. Официальный информационный интернет ресурс города Гусь-Хрустальный (25 июля 2021). Дата обращения: 23 ноября 2022. Архивировано 23 ноября 2022 года.
5. ↑  Два корабля ЧФ вышли из Севастополя в Средиземном море. Дата обращения: 29 марта 2016. Архивировано 27 марта 2016 года.